# エンター・ザ・フェニックス
『エンター・ザ・フェニックス』（原題：大佬愛美麗、Enter The Phoenix）は、2004年の香港映画。スティーヴン・フォンの長編初監督作品である 。主演はダニエル・ウー。
日本では2006年に『ドラゴン・プロジェクト』と同日に公開された 。

## 出演
※括弧内は日本語吹替
- ジョージ - ダニエル・ウー（三木眞一郎）
- サム - イーソン・チャン（伊藤健太郎）
- ジュリー - カレン・モク（朴璐美）
- チャウ - スティーヴン・フォン（置鮎龍太郎）
- ハチ - ロー・カーイン（岩崎ひろし）
- キン - チャップマン・トウ（中村大樹）
- ルイ - チャーリー・チャン（金尾哲夫）
- ホン - ユン・ピョウ（古谷徹）
- チャウの部下 - 葉山豪
- デヴィッド - リー・キンヤン

カメオ出演
- ガイの子分 - ニコラス・ツェー（浪川大輔）
- サム・リー
- マギー・ラウ
- サミー・チェン
- ジャッキー・チェン

## DVD
- 『エンター･ザ・フェニックス』　エスピーオーから2006年12月8日発売

## 参考
- 「シネマトピックスオンライン」　作品紹介